# Anomodon pseudotristis
Anomodon pseudotristis är en bladmossart som beskrevs av Kindberg 1888. Anomodon pseudotristis ingår i släktet baronmossor, och familjen Thuidiaceae. Inga underarter finns listade i Catalogue of Life.